# Nico
nico（ニコ）は、横山優貴、東野佑美が結成したユニット。

## プロフィール
カリスマモデルとして中高生に絶大な人気を誇る横山優貴（現：YUUKI）と、女優として芸能界デビューした東野佑美との異色コラボレーションは結成当時、話題となった。特定のジャンルにとらわれないマルチな活動方針が特徴だった。
ユニット名については複数あった中から選ばれており、nicoと言う候補名の由来もいくつかあったとしている。公式発表後、直接の意味としては1個2個のnicoとnico自身が発言している。
着用する衣装はショップオリジナルのものが提供され、『真夏でシュ!』のプロモーション活動時の衣装はSUPER LOVERSと発表されている。
CDデビューイベントは2000年7月に池袋サンシャインシティ中央広場で行われ、デビュー曲『真夏でシュ!』を披露した。この時にCD即売会と握手会が開かれている。
2006年以降、nicoとしての活動は行われておらず、今後活動再開の予定は現実的に無い状況にあるが、当初よりユニットとしての活動であった為に解散と言った形は取っていない。

## CD
1. 『真夏でシュ!』（SRCL-4867）
  - 作詞 サンプラザ中野、作曲編曲 パッパラー河合、スーパースランプ (バンド)がプロデュースした。
  - 2000年7月26日マキシシングルとして発売。nicoデビューシングル。夏そのものを感じる軽快な曲。横山優貴が赤色、東野佑美が黄色の衣装で跳ねながら踊る振り付けだった事から「不思議ジャンピングユニット」として紹介されていた。
  - 『わかめスープ』（理研ビタミン）CMタイアップ曲
  - 『新・真夜中の王国（NHK-BS2）』オープニングテーマ。
2. 『MAHALO』（SRCL-5030）
  - 2001年2月21日マキシシングルとして発売。nicoセカンドシングル。ひと夏の恋を歌った曲。プロモーション活動などで歌う時、曲のイメージに合わせてTシャツなど薄手の衣装が多く日本では時期的には寒かったはずだが、それを表に出した事は無い。振り付けには歌に合わせて腕を上げる独自のポーズが盛り込まれていた。MAHALOはハワイ語で「ありがとう」の意味。プロモーションビデオの撮影は南の島で行われたが、具体的にどこの島かは明かされなかった。
3. 『アキストゼネコ』（SRCL-5086）
  - 2001年5月23日マキシシングルとして発売。タイトルはアキストゼネコ占いに由来する[1]。覆面ユニット『アキストゼニコ!』名義で発表され、正体はしばらく明かされなかった[1]。作詞はもりちよこ、作曲は望月衛。2001年の5月にNHKみんなのうたで放送された。アキストゼニコ!として渋谷AXでのイベントでこの曲を歌っている。衣装はCDジャケットと同イメージのものを着用していた。横山優貴、東野佑美の新しく作った別ユニットとして位置づけられている。
  - Girls Style Vol.1（SRCL-5184）にもアキストゼネコは収録されている。

## 出演

### TV
- 『エブナイ』（フジテレビ系列）火曜日のレギュラー。
- 『みんなのうた（NHK）』2001年4月放送。みんなのうたで『アキストゼネコ』がパラパラを踊るCGの女性の画像とともにオンエアされた[1]。放送時に流れたCGは大槻孝志の手によるもので、振り付けはDJよっしーが担当した[1]。

### CM
- 『わかめスープ』（理研ビタミン）2000年3月放送。リケンのわかめスープとして知られているCMで、今期はnicoが出演した。横山優貴、東野佑美が街中で調子を合わせて歌いながら飛び跳ねるシーンが特徴的であった。この時に使用された曲（『わかめでシュ!』、『わかめスープの歌』等と呼ばれていた。）は『真夏でシュ!』が一部歌詞をCM用にアレンジされたものであった。
- 『NTTドコモ東海』2000年名古屋地域を中心とした地域内で放送された。同時期、CM放送地域でのNTTドコモPHS向きのパンフレットにも表紙などにnicoが掲載されている。